# Olari, Prahova
Olari este satul de reședință al comunei cu același nume din județul Prahova, Muntenia, România. Până atunci, era unul din satele comunei Ciumați (vechiul nume al comunei Olari; până în 1968) și apoi al comunei Gherghița (1968–2004).